# R Antliae
R Antliae är en vit stjärna i huvudserien i stjärnbilden Luftpumpen. Stjärnan var den första i Luftpumpen som fick en variabelbeteckning.
Det har senare fastslagits att stjärnan inte varierar i magnitud. Den går därför numera ofta under namnet HD 88262. R Antliae har visuell magnitud +7,62 och är därför inte synlig för blotta ögat.

## Fotnoter
1. ↑  Variabelstjärnornas beteckningar börjar med bokstäverna R-Z, därefter A-Q , följt av RR-ZZ och AA-QQ, varefter de börjar betecknas med bokstaven V och ett ordningsnummer, från och med V335.